# Animawings
AnimaWings este o companie aeriană românească, cu baza de operare la Aeroportul Internațional Henri Coandă din București. Aceasta este specializată pe operarea de zboruri comerciale regulate (sezonier) și neregulate cu avioane proprii pentru tur-operatorii din România.

## Istoric
Compania Animawings a fost înființată în anul 2019. În martie 2020, Aegean Airlines a preluat o participație de 25 % în compania aeriană românească. În prezent, compania este deținută 100% de către Memento Group, un operator român cu activități de peste 27 ani în turism. 
În iulie 2020, compania aeriană a obținut certificatul de exploatare aeriană (OAC) și a lansat operațiuni de zboruri charter.
În ianuarie 2021, compania aeriană a început să vândă bilete pe propriul său site web cu plecarea de pe 11 aeroporturi românești spre destinații din Africa, Europa și din Orientul Mijlociu.
Anul 2024 reprezintă o bornă importantă pentru AnimaWings, prin extinderea planului de zboruri pe rute regulate în România și Europa. Începând cu anul 2025, compania își va mări flota cu noi aeronave de tipul Airbus A220 - o premieră absolută pe piața din România.

## Flota
Începând cu decembrie 2024, flota Animawings este formată din următoarele aeronave:
| Avioane         | În serviciu | Comenzi | Stocat | Pasageri | Note        |  |
| --------------- | ----------- | ------- | ------ | -------- | ----------- |  |
| Airbus A320-200 | 2           | -       | 1      | 174      |             |  |
| Airbus A220-300 | 2           | 4       | -      | 137      | [ 6 ] [ 7 ] |  |
| Total           | 4           | 4       | 1      |          |             |  |

De asemenea, Animawings intenționează să închirieze alte avioane de la Aegean Airlines, cum ar fi A321neo.